# Le Boulay
Le Boulay é uma comuna francesa na região administrativa do Centro, no departamento Indre-et-Loire. Estende-se por uma área de 20 km². Em 2010 a comuna tinha 801 habitantes (densidade: 40,1 hab./km²).